# Fietssnelweg F6
De fietssnelweg F6 is een fietssnelweg in ontwikkeling van Brugge naar Gent. De weg begint aan de Houtkaai in Brugge en loopt via het station Brugge, langs het jaagpad aan het kanaal Gent-Brugge. Van Aalter tot Gent loopt ze naast de spoorlijn 50A (Oostende - Brussel) om aan het station Gent-Sint-Pieters te eindigen, maar deze route is nog niet volledig aangelegd. De fietssnelweg wordt 43 km lang.
De fietssnelweg F6 werd in 2016 uitgewerkt door de Vlaamse provincies. Een 2,5 km lange fietsostrade van Gent naar Drongen werd al in 2014 afgewerkt.
De aanleg van de F6 langs spoorlijn 50A valt samen met infrastructuurwerken in de buurt van het spoor. Zo werden 5 overwegen op het spoor tussen Aalter en Beernem opgeheven en vervangen door de Nieuwendambrug en drie fiets- en voetgangerstunnels. Daarnaast zijn er drie nieuwe parallelwegen aangelegd over een lengte van 3 km. Volgens spoornetbeheerder Infrabel zou de nieuwe infrastructuur het aantal ongevallen verminderen en mobiliteitsalternatieven aanmoedigen.

## Deeltrajecten

### Drongen

#### Muinkhampad
Het Muinkhampad en een fietsbrug, aangebouwd aan de Asselsbrug over de Oude Leie tussen de Assels en station Drongen, werden gerealiseerd bij de spoorverdubbeling rond 2013.

### Landegem

#### Fietsbrug Schipdonkkanaal
Het provinciebestuur heeft een project om tegen eind 2026 een fietsbrug te bouwen over het Schipdonkkanaal in Landegem, ter vervanging van het bestaande smalle en steile pad naast de spoorweg, met steun van Europa en de stad Deinze.

### Aalter
In 2022-2023 werd als deel van de toekomstige fietssnelweg net ten noorden van de spoorweg een fietsbrug gebouwd over de Bellemstraat in Aalter.
Op termijn gaat de fietssnelweg via een onderdoorgang onder de Knesselarebrug aan de Hoekestraat/Knesselaarsestraat.
Op 24 maart 2023 werd een nieuw afgescheiden fietspad langs de Overleiestraat (deelgemeente Knesselare), naast het kanaal Gent-Brugge, officieel ingefietst. Dit dubbelrichtingsfietspad in asfalt loopt over 2 km van het Jezuïtengoed tot aan de provinciegrens (gemeente Beernem).